# Heywood Hardy

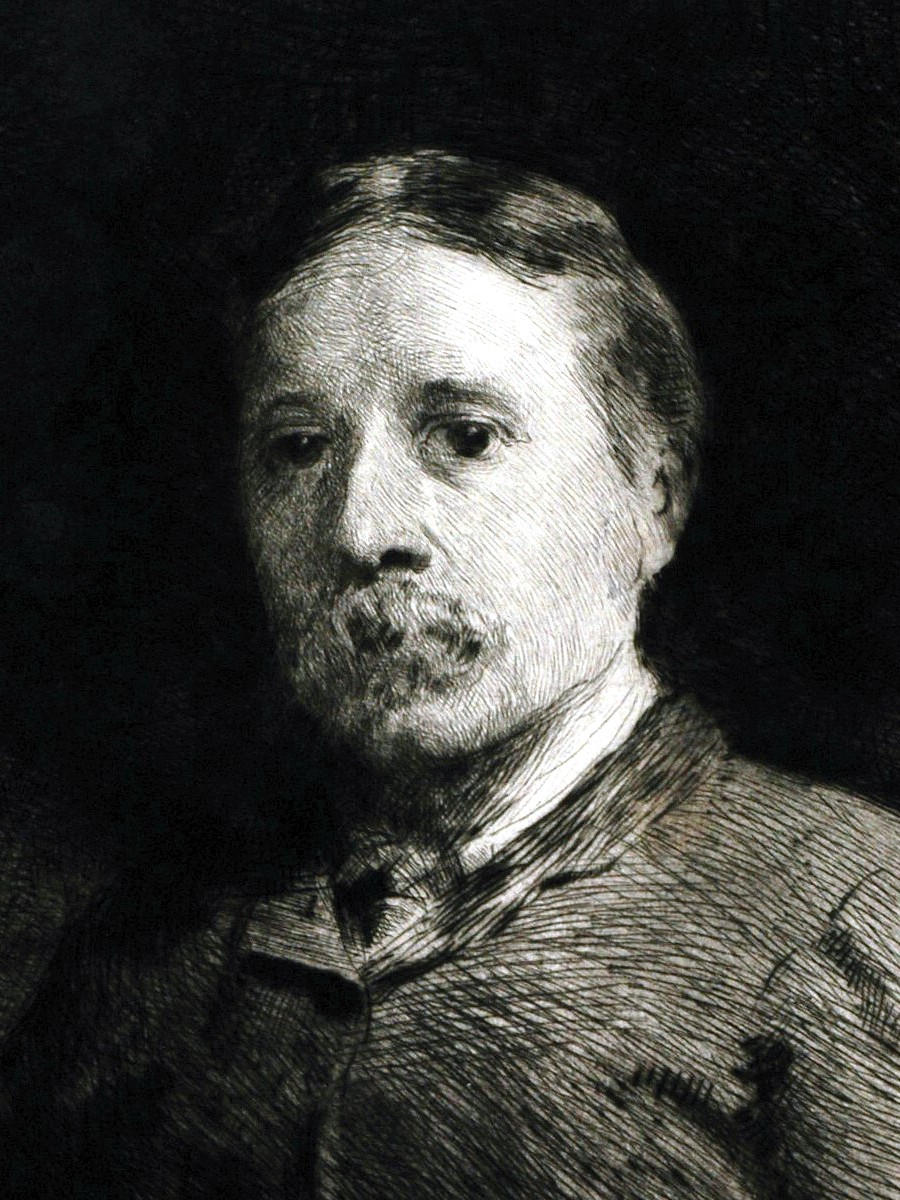
Frank Holl: Heywood Hardy (1884)

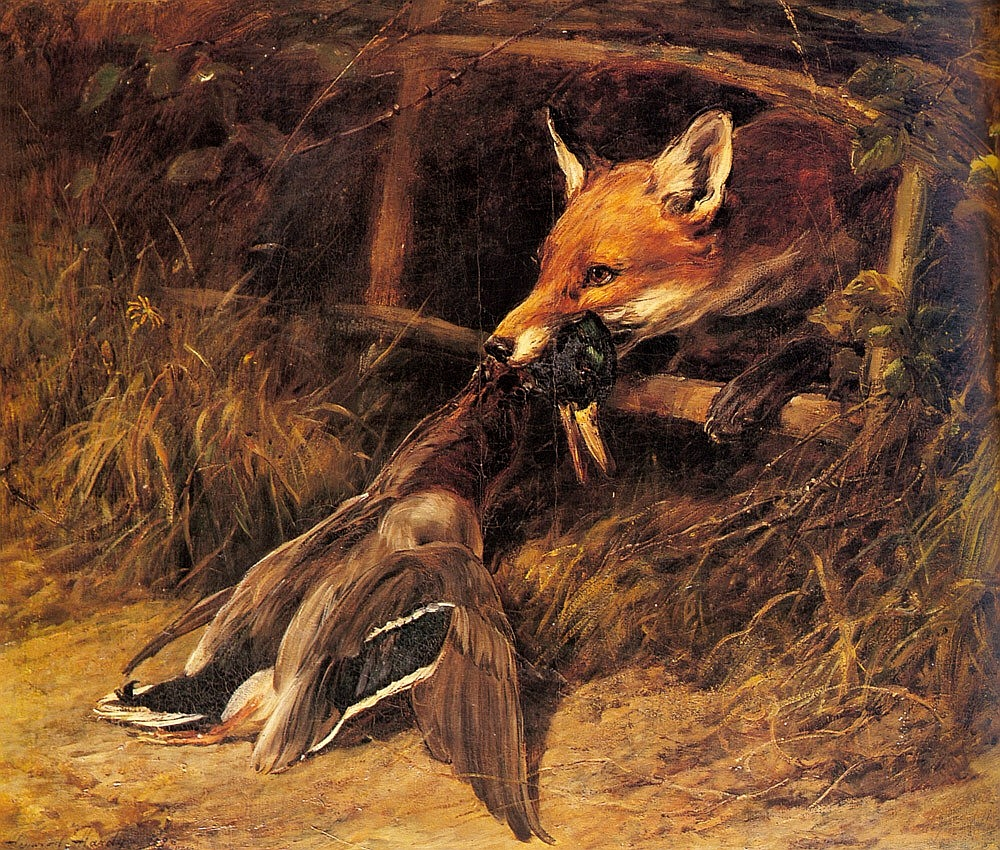
Hardy Heywood: Returning to the Foxs Lair (1896)

Heywood Hardy (* 25. November 1842 in Chichester; † 1933 in West Sussex) war ein englischer Maler und Grafiker des Spätimpressionismus. Er war bekannt für seine Tiermalerei und seine Genremalerei mit Reit- und Jagdszenen aus dem 18. Jahrhundert, galt aber auch als ausgezeichneter Porträtist.

## Leben und Werk
Heywood Hardy stammte aus einer Künstlerfamilie. Er war der jüngste Sohn des Landschaftsmalers James Hardy (1801–1879). Sein älterer Bruder James Hardy jr. (1832–1889) malte ebenfalls und widmete sich Tier- und Jagdszenen. Heywood Hardy versuchte sich zunächst in Keynsham auch mit Tiermalerei, aber nach anfänglichen Misserfolgen verpflichtete er sich für einen kurzen Zeitraum bei den 7. Somerset Volunteers. 1864 ging er nach Paris und studierte an der École des Beaux-Arts. Vor seiner Rückkehr 1868 nach England hielt er sich kurz in Antwerpen auf.
1870 ließ sich Hardy in London nieder und bezog gemeinsam mit Briton Rivière ein Studio. In den folgenden Jahren wurde Hardy bekannt für seine einfühlsame Darstellung von Tieren und entwickelte sich zu einem erfolgreichen und anerkannten Künstler. Er wurde auf viele Landgüter eingeladen, um Auftragsarbeiten anzufertigen. Er hatte zahlreiche Gönner, darunter Colonel Sir Charles Wyndham Murray, der Marquess of Zetland und die Sitwells von Renishaw. Seine in den Techniken Radierung und Heliogravure gedruckten Tier- und Landschaftsdarstellungen erfreuten sich im ausgehenden 19. Jahrhundert großer Beliebtheit und erreichten hohe Auflagen.
Hardy wurde Mitglied in mehreren angesehenen Gesellschaften, darunter die Royal Society of Painter-Etchers, das Royal Institute of Oil Painters, der Royal Society of Portrait Painters und die  Royal Watercolour Society. Er stellte seine Werke an der Royal Academy of Arts und bei der Grosvenor Gallery aus. Hardy arbeitete auch als Illustrator und lieferte wichtige Beiträge zur Illustrated London News und dem Graphic Magazine.
1909 zog Hardy nach West Sussex und malte im Alter von 80 Jahren eine kontrovers aufgenommene  Reihe von biblischen Szenen, darunter Jesus Christus zu Fuß in der Landschaft von Sussex, umgeben von zeitgenössischen Würdenträger eines Dorfes. Diese Tafeln fertigte Hardy anlässlich des 700. Jahrestages der Kirche von Clymping im District Arun an, wo sie noch heute zu sehen sind.